# Canon EF 800mm f/5.6L IS USM
El Canon EF 800mm f/5.6L IS USM és un teleobjectiu fix de la sèrie L amb muntura Canon EF.
Aquest, va ser anunciat per Canon el 24 de gener de 2008, amb un preu de venta suggerit d'11.999$.
Aquest, és l'objectiu més car i de major focal de la muntura Canon EF, amb l'excepció del Canon EF 1200mm f/5.6L USM, el qual no té una producció regular i es fabrica sota comanda.
Aquest objectiu s'utilitza sobretot per fotografia de fauna i esport.

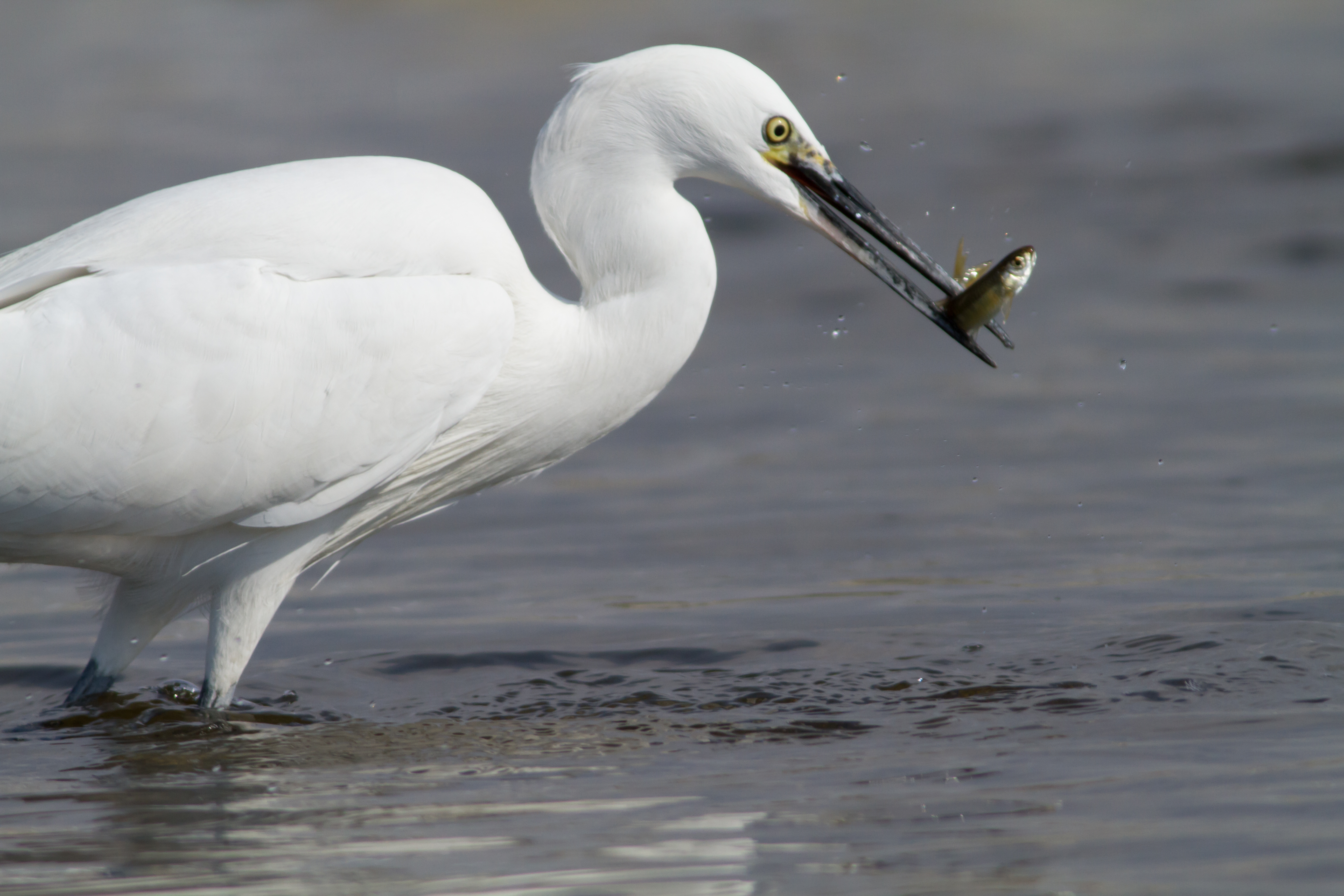
Ocell caçant fotografiat amb el Canon EF 800mm f/5.6L IS USM

## Característiques
Les seves característiques més destacades són:
- Distància focal: 800mm
- Obertura: f/5.6 - 32
- Motor d'enfocament: USM (Motor d'enfocament ultrasònic, ràpid i silenciós)
- Estabilitzador d'imatge de 4 passes[1]
- Distància mínima d'enfocament: 600cm
- Porta filtres intern de 52mm
- A f/5.6 l'objectiu ombreja les cantonades, en qualsevol altra obertura, l'ombrejat és inexistent[5]

## Construcció[2]
- El canó i la muntura són metàl·lics, d'un aliatge de magnesi
- Inclou un adaptador a rosca de trípode per així estabilitzar la imatge des del centre de l'equip

- El diafragma consta de 8 fulles, i les 18 lents de l'objectiu estan distribuïdes en 14 grups.
- Consta de dos lents de fluorita, una d'ultra baixa dispersió i un revestiment super spectra (ajuda a reduir els efectes fantasma). També incorpora lents asfèriques.

## Accessoris compatibles[6]
- Tapa E-180D
- Parasol ET-155
- Filtres drop-in de 52mm
- Tapa posterior E
- Estoig 800
- Coberta de pluja ERC-E4L
- Extensor EF 1.4x III
- Extensor EF 2x III
- Tub d'extensió EF 12 II
- Tub d'extensió EF 25 II

## Objectius similars
L'objectiu més semblant és el Samyang 800mm f/8, una òptica catadiòptrica amb muntura T2, el qual es pot utilitzar en càmeres amb muntura EF mitjançant un adaptador. Aquest per això, és un objectiu menys lluminós, amb menor qualitat òptica i d'enfocament manual, però és l'única opció similar en distància focal.